# پاپاکوواچی
پاپاکوواچی (به مجاری:  Pápakovácsi) یک شهرداری در مجارستان است که در ناحیه پاپا واقع شده‌است. پاپاکوواچی ۱۳٫۹۲ کیلومتر مربع مساحت و ۵۸۹ نفر جمعیت دارد.